# Vlag van Binnenmaas

Vlag van de gemeente Binnenmaas (1986-2007)

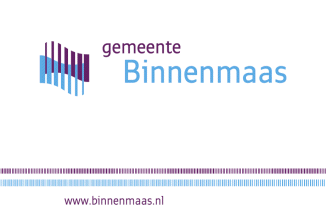
Vlag van de gemeente Binnenmaas (2007-2019)

De vlag van Binnenmaas is op 28 januari 1986 bij raadsbesluit vastgesteld als de gemeentevlag van de toenmalige Zuid-Hollandse gemeente Binnenmaas. De vlag kan als volgt worden beschreven:
Geel, met een rood Andreaskruis met armen ter breedte van 1/4 van de vlaglengte, dat aan de boven- en onderzijde oversnijdend is; op het midden van het kruis een goudkleurige Sint-Jakobsschelp; in het veld aan de broeking een zwarte Franse lelie waarvan de onderkant is afgekort; in het veld aan de vluchtzijde een zware vijfpuntige ster met in het midden een goudkleurig gat.
De symbolen op de vlag zijn ontleend aan het eerste gemeentewapen. De plaatsing op de vlag is echter horizontaal, in tegenstelling tot de verticale plaatsing op het wapen. De vlag is ontworpen door Henk 't Jong.
Op 1 januari 2007 werd de gemeente samengevoegd met 's-Gravendeel, waarbij de oude gemeentevlag in onbruik is geraakt. Hierna voerde de gemeente een logovlag, onbekend is of deze officieel ingesteld werd. Logovlaggen worden niet opgenomen in het vlaggenregister van de Hoge Raad van Adel omdat ze zich niet aan de regels van de vlaggenleer houden. De ontwerper van de vlag is onbekend.
Op 1 januari 2019 ging Binnenmaas samen met de gemeenten Korendijk, Strijen, Cromstrijen en Oud-Beijerland op in de gemeente Hoeksche Waard. De logovlag kwam daardoor als gemeentevlag te vervallen.

## Verwante afbeeldingen

Het eerste wapen van Binnenmaas (1985)

Alkemade 
· Ameide 
· Ammerstol 
· Arkel 
· Asperen 
· Benthuizen 
· Bergambacht 
· Bergschenhoek 
· Berkel en Rodenrijs 
· Bernisse 
· Binnenmaas 
· Bleiswijk 
· Bleskensgraaf en Hofwegen
· Bodegraven 
· Boskoop
· Brielle 
· Cromstrijen 
· De Lier 
· Delfshaven 
· Dirksland 
· Everdingen 
· Geervliet 
· Giessenburg 
· Giessenlanden
· Goedereede 
· Goudswaard 
· Graafstroom 
· 's-Gravendeel 
· 's-Gravenzande 
· Groot-Ammers
· Hagestein 
· Haastrecht 
· Hazerswoude 
· Heenvliet 
· Heerjansdam 
· Hei- en Boeicop
· Heinenoord
· Hellevoetsluis 
· Hillegersberg
· Jacobswoude
· Kamerik
· Korendijk
· Koudekerk aan den Rijn
· Krimpen aan de Lek
· Langerak
· Leerdam
· Leidschendam
· Leimuiden
· Lexmond
· Liemeer
· Liesveld
· Maasland
· Middelharnis
· Mijnsheerenland
· Moerhuizen
· Moerkapelle
· Molenwaard
· Monster
· Moordrecht
· Naaldwijk
· Nederlek
· Nieuw-Beijerland
· Nieuwerkerk aan den IJssel
· Nieuw-Lekkerland
· Nieuwpoort
· Nieuwveen
· Noordwijkerhout
· Nootdorp
· Numansdorp
· Oostflakkee
· Oostvoorne
· Oud-Alblas
· Oud-Beijerland 
· Oude-Tonge 
· Oudenhoorn 
· Ouderkerk 
· Ouderkerk aan den IJssel
· Overschie
· Piershil 
· Pijnacker 
· Poortugaal 
· Puttershoek 
· Reeuwijk 
· Rhoon 
· Rijnsaterwoude 
· Rijnsburg 
· Rijnwoude 
· Rockanje 
· Rozenburg 
· Sassenheim 
· Schelluinen 
· Schipluiden 
· Schoonhoven 
· Schoonrewoerd 
· Sommelsdijk 
· Spijkenisse 
· Streefkerk 
· Strijen 
· Ter Aar 
· Valkenburg 
· Vianen 
· Vierpolders 
· Vlist 
· Voorburg 
· Voorhout 
· Warmond 
· Wateringen 
· Westmaas 
· Westvoorne 
· Woerden 
· Woubrugge 
· Zederik 
· Zevenhoven 
· Zevenhuizen 
· Zevenhuizen-Moerkapelle 
· Zuid-Beijerland 
· Zuidland 
· Zwammerdam 
· Zwartewaal